# Trilogija Millennium
Trilogija Millennium je serija od tri kriminalistička romana švedskog novinara, pisca i aktivista Stiega Larssona (1954. – 2004.) Dva glavna protagonista trilogije su Lisbeth Salander i Mikael Blomkvist. Lisbeth je 24-godišnja djevojka asocijalnog ponašanja, ali iznimno talentirana, s traumatičnom prošlošću. Mikael Blomkvist je 43-godišnji novinar, suvlasnik časopisa Millennium, po kojem je trilogija i dobila ime.
Larsson je planirao objaviti seriju od deset romana, ali je prije iznenadne smrti dovršio samo tri, objavljena nakon njegove smrti: 
- Män som hatar kvinnor − Muškarci koji mrze žene[1] (2005.)
- Flickan som lekte med elden − Djevojka koja se igrala vatrom[2] (2006.)
- Luftslottet som sprängdes − Kule u zraku[3] (2007.)

Trilogija je godinama bila na listama najprodavanijih knjiga. U Švedskoj se prodalo 3,5 milijuna, a u svijetu više od 65 milijuna primjeraka. Također, Larsson je prvi pisac koji je prodao više od milijun e-knjiga preko Amazona.

## Pozadina
U središtu radnje su dva glavna protagonista koja stjecajem okolnosti surađuju u rješavanju zločina. Kako se trilogija razvija, tako se otkrivaju i traume iz prošlosti koje oblikuju likove i njihovu okolinu. Jedna od glavnih tema koje se provlače kroz romane je duga povijest simpatiziranja nacizma i rasizma u Švedskoj. Druga glavna tema je nasilje nad ženama. Larsson kroz priče ukazuje na uobičajenost silovanja i seksualnog zlostavljanja i kako se ne radi samo o problemu pojedinih ljudi, već cijelog sustava koji se temelji na nasilju. Larsson prikazuje Švedsku kao zemlju gdje su vladajuće i zločinačke strukture povezane, gdje medijima upravljaju korporacijski moguli i gdje se žene neprestano suočavaju s različitim oblicima seksizma. Ovakvom sumornom prikazu Larsson suprotstavlja stav da se protiv takvog društva treba boriti i da jedino tako mogu nastati promjene.

## Radnja

### Muškarci koji mrze žene
Na početku prvog romana Mikael Blomkvist je osuđen na zatvorsku kaznu zbog klevete. Prije odlaska na odsluženje tromjesečne kazne, a i da bi spasio časopis Millennium, prihvaća ponudu ostarjelog magnata koja ga odvodi daleko od Stockholma. Počinje istraživati neriješeno ubojstvo staro više od trideset godina, a u tome mu pomaže mlada i ekscentrična Lisbeth Salander. Njihova istraga će ih dovesti do neočekivanog epiloga.

### Djevojka koja se igrala vatrom
Radnja drugog romana se uglavnom vrti oko Lisbeth Salander. Nakon događaja u prvom romanu, Lisbeth je putovala po svijetu, a nakon povratka u Švedsku, suočava se s optužbama za trostruko ubojstvo. Započinju tri paralelne istrage: jednu vodi policija, drugu Blomkvist, a treću Dragan Armanskij, Lisbethin povremeni poslodavac. Ključ za rješavanje ubojstava bit će Lisbethina prošlost.

### Kule u zraku
Na početku posljednjeg romana Lisbeth je u bolnici i pod policijskim nadzorom. Zavjera u kojoj se našla kada je imala dvanaest godina još uvijek traje – Lisbeth je prijetnja koju treba ukloniti. U međuvremenu, Blomkvist otkriva detalje zavjere i Lisbethine mračne prošlosti, te odlučuje sve otkriti u sljedećem broju Millenniuma.

## Mjesto radnje
Većina događaja opisanih u trilogiji smještena je u Stockholmu ili njegovoj okolici. Neka su mjesta u gradu detaljno opisana (Slussen, Odenplan, Mariatorget, Mosebacke itd.). Stockholmski gradski muzej redovito organizira vodstva po lokacijama opisanim u romanima.

## Likovi

### Lisbeth Salander
Lisbeth Salander ima 24 godine kad počinje pomagati Mikaelu Blomkvistu u istrazi koja će dovesti do rješavanja slučaja Harriet Vanger. Izrazito je složen karakter, asocijalna i introvertirana. Njena prošlost je ispunjena nasiljem i psihijatrijskim liječenjima. Kada je napunila osamnaest godina, država ju je proglasila nesposobnom i dodijeljen joj je skrbnik, Holger Palmgren. S vremenom njih dvoje razvijaju dobar odnos, a on joj dopušta da slobodno vodi svoj život. Povremeno radi za tvrtku Milton Security, a direktor Dragan Armanskij je smatra najboljom istražiteljicom s kojom je ikada radio.

### Mikael Blomkvist
Mikael Blomkvist ima 43 godine i relativno je uspješan financijski novinar. Radi u časopisu Millennium, čiji je suvlasnik. Istražuje prevare počinjene od strane moćnih financijskih tvrtki, a objavio je i knjigu u kojoj kritizira svoje kolege zbog prešućivanja nekih skandala. Industrijalist i milijarder Hans-Erik Wennerström ga je optužio za klevetu, a parnica rezultira osudom Blomkvista na tromjesečnu zatvorsku kaznu.

### Ostali likovi
- Erika Berger: novinarka, glavna urednica i suvlasnica Millenniuma. U braku je s Gregerom Beckmanom koji prihvaća njezin izvanbračni odnos s Mikaelom Blomkvistom.
- Henrik Vanger: bivši izvršni direktor korporacije Vanger, sada u mirovini.
- Holger Palmgren: odvjetnik i skrbnik Lisbeth Salander. Pretrpio je moždani udar zbog kojeg je mjesecima bio u komi.
- Plague: haker/genijalac
- Nils Bjurman: novi skrbnik Lisbeth Salander, sadist.
- Annika Giannini: sestra Mikaela Blomkvista, državna odvjetnica koja se specijalizirala za slučajeve nasilja nad ženama.
- Christer Malm: grafički urednik i suvlasnik Millenniuma. Otvoreno je gej, veliki prijatelj Erike Berger i Mikaela Blomkvista.
- Alexander Zalachenko: Lisbethin otac, bivši sovjetski špijun.
- Ronald Niedermann: Lisbethin polubrat, njemački državljanin.
- Carl-Magnus Lundin: predsjednik Svavelsjö motokluba, diler. Radi za Zalachenka.

## Utjecaji
Najveći utjecaj na oblikovanje lika Lisbeth Salander imala je Pipi Duga Čarapa, poznate švedske spisateljice Astrid Lindgren. Larsson je objasnio kako je razmišljao kakva bi ona bila kao odrasla osoba. U romanima se na više mjesta pojavljuju asocijacije na knjige Astrid Lindgren; npr. Lisbeth na vrata svog stana stavlja pločicu s imenom V. Kulla, što je asocijacija na kuću u kojoj živi Pipi Duga Čarapa (Villa Villekulla). Također, Mikaela Blomkvista podrugljivo zovu Kalle Blomkvist, prema Lindgreninom liku dječaka detektiva.
Larssonova borba protiv nasilja nad ženama ima ishodište u događaju iz njegove mladosti, kada je navodno prisustvovao grupnom silovanju djevojke od strane svojih poznanika. Iako nije sudjelovao, nije im se ni suprotstavio. Eva Gabrielsson, njegova dugogodišnja partnerica i prijatelj Kurdo Baksi tvrde da ga je taj događaj obilježio za cijeli život. Prema Gabrielsson, temeljni narativi romana su portreti Švedske koju je malo tko poznavao, gdje latentni rasizam pronalazi svoj izraz u svim aspektima suvremenog života i gdje anti-ekstremisti žive u trajnom strahu od napada.

## Nagrade
Prvi roman iz serije je dobio nagradu “Stakleni ključ” za najbolji nordijski kriminalistički roman 2006., a treći roman je dobio istu nagradu 2008. Prvi roman je 2009. osvojio nagradu “Macavity” za najbolji debitantski roman.

## Nedovršeni materijal
Larsson je prije smrti napisao i dio četvrtog romana. Tekst se nalazi kod Eve Gabrielsson, ali ga nema pravo objavljivati zbog spora oko prava na nasljedstvo. Gabrielsson u svojoj autobiografiji tvrdi da je predložila Larssonovoj obitelji da joj dopuste da dovrši četvrtu knjigu, ali je obitelj to odbila.

## Adaptacije

### Film
- Män som hatar kvinnor (Muškarci koji mrze žene), režija: Niels Arden Oplev (Švedska, Danska, Njemačka, Norveška) (2009.)
- Flickan som lekte med elden (Djevojka koja se igrala vatrom), režija: Daniel Alfredson (Švedska, Danska, Njemačka) (2009.)
- Luftslottet som sprängdes (Kule u zraku), režija: Daniel Alfredson (Švedska, Danska, Njemačka) (2009.)
- The Girl with the Dragon Tattoo (Djevojka s tetovažom zmaja), režija: David Fincher (SAD, Švedska, Norveška) (2011.)

### TV serija
U istoj produkciji kao i filmovi je snimljena TV serija Millennium, od šest nastavaka,  koja se prikazivala 2010. godine. Serija je osvojila međunarodnu nagradu Emmy za najbolju seriju 2011. godine, a glumica Noomi Rapace je osvojila nagradu na TV festivalu u Monte Carlu za najbolju glumicu u seriji 2010. godine.

### Strip
Trilogija Millennium je adaptirana i kao strip. Američka verzija se sastoji od šest dijelova, po dva albuma za svaki roman, a crtači su Argentinac Leonardo Manco i Talijan Andrea Mutti, dok je scenarij napisala Denise Mina, škotska spisateljica. Adaptacija na francuskom jeziku se sastoji od devet albuma.

## Vanjske poveznice
- Službena stranica švedskog izdavača (engl.)
- Stieg Larsson na IMDb (engl.)
- Millenium Trilogy Wiki (engl.)